# Volo British Midland 92
Il volo British Midland 92 era un volo da Londra a Belfast. L'8 gennaio 1989 il Boeing 737-400 che operava il volo si schiantò vicino all'autostrada M1 mentre tentava di fare un atterraggio di emergenza all'aeroporto di East Midlands vicino Kegworth dopo aver riportato anomalie ad entrambi i motori dell'aeromobile. Morirono 47 persone su un totale di 126. L'incidente è anche conosciuto come "Disastro aereo di Kegworth".

## L'aereo e l'equipaggio

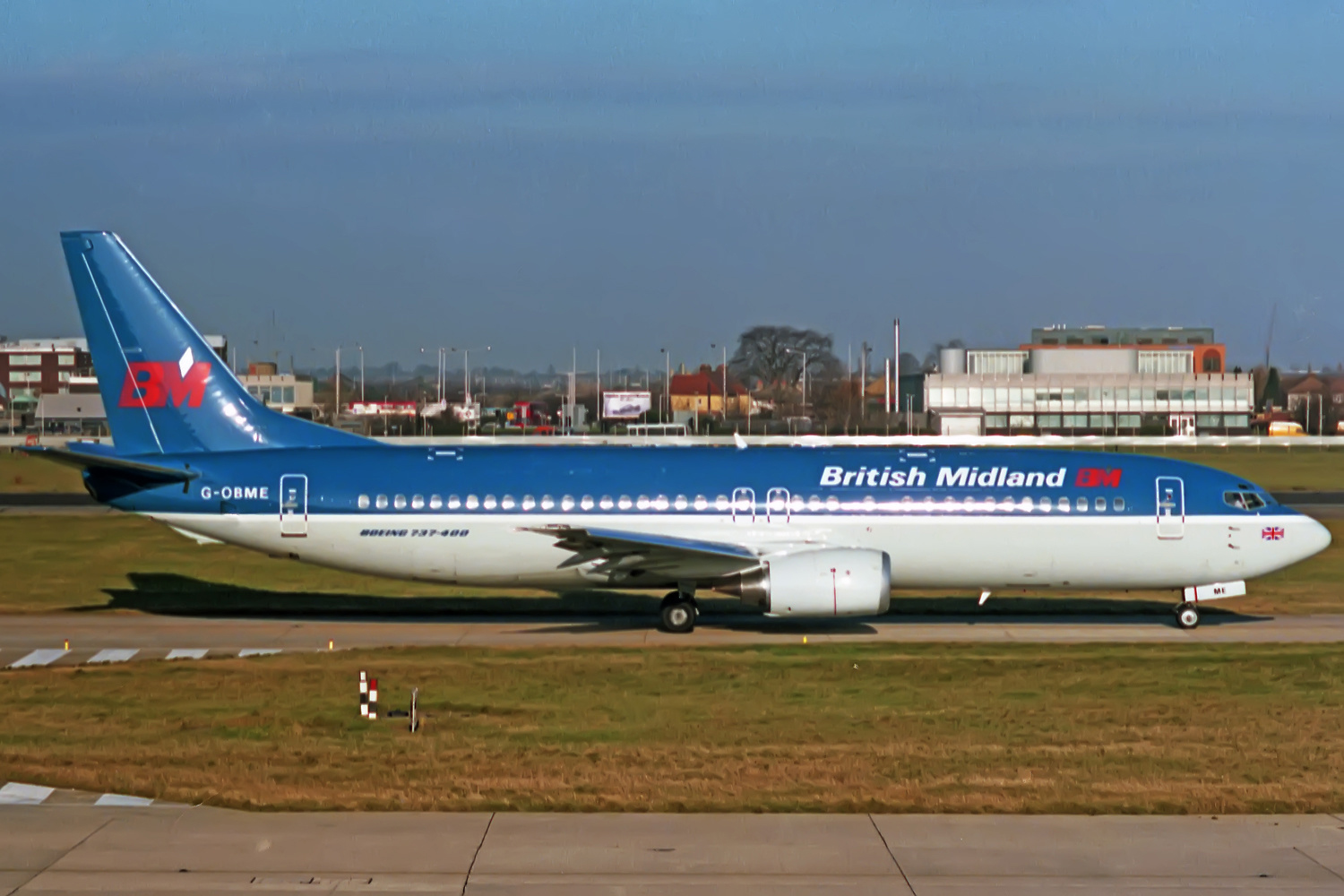
Il velivolo coinvolto, fotografato nel 1988

### L'aereo
L'aeromobile che operava il volo era un Boeing 737-4Y0 con codice di registrazione G-OBME, entrato in servizio a settembre del 1988, 85 giorni (quattro mesi) prima dell'incidente. La serie -400 era all'epoca la versione più recente del 737 e vantava nuovi motori turboventola CFM International CFM56, oltre a sostanziali differenze della cabina di pilotaggio, ora equipaggiata con strumenti elettronici invece che analogici. Il giorno dell'incidente operava una rotta che andava dall'aeroporto di Londra-Heathrow all'aeroporto internazionale di Belfast, Irlanda del Nord, e quel giorno aveva già volato da Heathrow a Belfast e ritorno.

### L'equipaggio
L'equipaggio del volo era il comandante Kevin Hunt, 43 anni, e il primo ufficiale David McClelland, 39 anni. Hunt era un pilota veterano della British Midland che lavorava con la compagnia aerea dal 1966 e aveva circa 13.200 ore di esperienza di volo. Il primo ufficiale McClelland si unì alla compagnia nel 1988 e aveva accumulato circa 3.300 ore di volo totali. Complessivamente, i piloti hanno trascorso quasi 1.000 ore nella cabina di pilotaggio del Boeing 737 (Hunt ha avuto 763 ore e McClelland 192 ore). Tuttavia, solo 76 di questi sono stati registrati su aerei della serie Boeing 737-400 (Hunt 23 ore e McClelland 53 ore).

## L'incidente
Dopo il decollo da Heathrow alle 19:52, il volo BD 092 stava salendo di 28.300 piedi (8.600 m) per raggiungere la sua altitudine di crociera di 35.000 piedi (11.000 m) quando una pala si staccò dalla ventola del motore di babordo (sinistro). Anche se i piloti non conoscevano l'origine del problema, all'improvviso si è sentito un rumore martellante, accompagnato da forti vibrazioni. Inoltre, il fumo si è riversato nella cabina attraverso il sistema di ventilazione e i passeggeri hanno sentito l'odore di bruciato. Diversi passeggeri seduti nella parte posteriore dell'aereo hanno notato fumo e scintille provenienti dal motore sinistro. Il volo è stato dirottato al vicino Aeroporto di East Midlands su suggerimento della British Midland Airways Operations.
Alle ore 20:05 l'aereo era a circa 29.000 piedi (8840 m), quando un forte rumore, seguito da vibrazioni e da un odore di fumo, fu avvertito dagli occupanti. Una delle pale della ventola del motore di sinistra si era staccata, andandosi ad incastrare tra l'alloggiamento del motore e le pale della ventola, portando quest'ultima a girare più lentamente. I piloti, sentendo odore di fumo, erano certi che si trattasse di un incendio a uno dei due motori, e la loro esperienza con versioni precedenti del 737 gli suggeriva che ad essere danneggiato fosse il motore di destra. Infatti in tutti i 737 precedenti alla versione -400 i condotti dell'aria condizionata che arrivavano alla cabina di pilotaggio erano collegati al motore di destra, ma questo modello prevedeva che entrambi i propulsori fornissero aria al cockpit, modifica che non era stata comunicata agli equipaggi.
Quando i piloti hanno spento il motore destro, non hanno più potuto sentire l'odore del fumo, il che li ha portati a credere di aver affrontato correttamente il problema. A quanto pare, questa è stata una coincidenza; quando l'automanetta è stata disinserita prima di spegnere il motore destro, il flusso di carburante verso entrambi i motori è stato ridotto e il carburante in eccesso, che si era acceso nello scarico del motore sinistro, è scomparso; pertanto, i danni in corso si sono ridotti, l'odore di fumo è cessato e le vibrazioni si sono ridotte, sebbene sarebbero state ancora visibili sugli strumenti della cabina di pilotaggio.

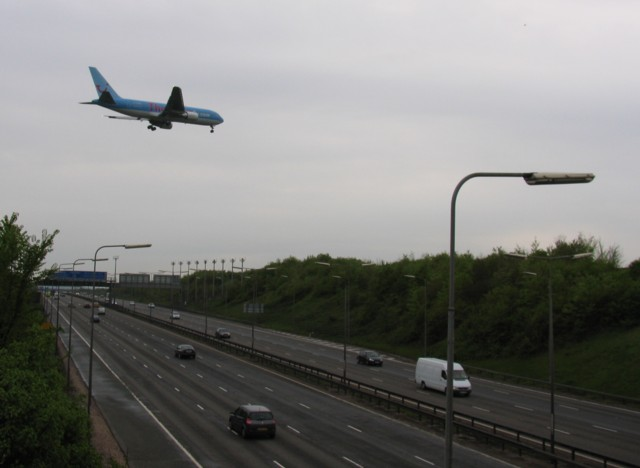
Fotografia del luogo del disastro nel maggio 2006

Durante l'avvicinamento finale all'aeroporto di East Midlands, i piloti hanno selezionato una maggiore spinta dal motore funzionante e danneggiato. Ciò ha portato ad un incendio del motore che ha causato l'interruzione completa del funzionamento del motore. Il Ground Proximity Warning System si è attivato, emettendo diversi avvisi di "pendio di discesa". I piloti tentarono di riavviare il motore destro girando a vento, ma l'aereo ormai volava a 185 km/h (100 kn; 115 mph), troppo lento per un riavvio. Lo stick shaker si è quindi attivato. Poco prima di attraversare l'Autostrada M1, il carrello di coda e quello principale colpirono il suolo e l'aereo rimbalzò in aria e sopra l'autostrada, abbattendo alberi e un lampione prima di schiantarsi sull'argine lontano intorno alle 475. m (519 iarde) prima della superficie pavimentata della pista attiva e circa 630 m (689 iarde) dalla sua soglia. L'aereo si è rotto in tre sezioni. Questo era adiacente all'autostrada; sorprendentemente, su quel tratto della M1 non circolava nessun veicolo al momento dell'incidente.

## Le vittime
Dei 118 passeggeri a bordo, 39 morirono sul colpo nello schianto e otto morirono in seguito a causa delle ferite riportate, per un totale di 47 vittime. Tutti gli otto membri dell'equipaggio sono sopravvissuti all'incidente. Dei 79 sopravvissuti, 74 hanno riportato ferite gravi e cinque ferite lievi. Inoltre, durante l'operazione di salvataggio, anche cinque vigili del fuoco hanno riportato ferite lievi. Nessuno sull'autostrada è rimasto ferito e tutti i veicoli nelle vicinanze del disastro sono rimasti illesi. La prima persona ad arrivare sul posto per prestare soccorso è stato un automobilista, Graham Pearson. Ex Royal Marine, ha aiutato i passeggeri per oltre tre ore e successivamente ha ricevuto risarcimenti per disturbo da stress post-traumatico. A prestare aiuto è stato anche un drappello di otto soldati del Special Air Service, quattro dei quali erano paramedici qualificati del reggimento. Il loro mezzo si trovava in autostrada al momento dell'incidente.

## Le indagini
Gli inquirenti dell'Air Accidents Investigation Branch, arrivati sul luogo dell'incidente poche ore dopo, scartarono subito la possibilità che il disastro si fosse verificato a seguito di un attentato terroristico, ipotesi avanzata in quanto solamente due settimane prima il volo Pan Am 103 si era schiantato a Lockerbie a seguito della detonazione di una bomba nel vano bagagli, uccidendo 270 persone.
Le ricerche si spostarono sui due motori, le cui condizioni contrastavano non poco con le azioni dei piloti: il motore 2 era relativamente intatto e in buono stato, mentre il motore 1 presentava danni estesi alla ventola ed evidenti segni di incendio. In seguito vennero scoperte le dinamiche che portarono i piloti a spegnere il motore perfettamente funzionante e a lasciare in funzione quello che, di lì a poco, sarebbe ceduto:

### Sistema di pressurizzazione e dell'aria condizionata
Entrambi i piloti avevano esperienza su versioni precedenti del Boeing 737, nelle quali il circuito dell'aria condizionata della cabina di pilotaggio è collegato al motore di destra. La serie -400 introdusse un nuovo impianto, nel quale il circuito di aerazione della cabina di pilotaggio è alimentato da entrambi i propulsori, così come i circuiti del resto dell'aereo. Questa modifica, non comunicata ai piloti, portò questi ultimi a credere che ci fosse un incendio nel motore 2, mentre era il motore 1 ad essere gravemente danneggiato.

### Comportamento dell'auto manetta
Quando la paletta della ventola di staccò, provocando la riduzione nella velocità di rotazione della ventola, l'auto manetta tentò di correggere il problema aumentando l'afflusso di carburante nel motore, causando però le vibrazioni, il rumore e l'odore di bruciato avvertiti dagli occupanti, oltre a causare una scia di scintille visibili ai passeggeri del lato sinistro del velivolo.
Per spegnere il motore danneggiato, i piloti disattivarono l'auto manetta, azione che portò alla riduzione della quantità di carburante immesso nel motore 1. In quest'ultimo si ristabilì quindi l'equilibrio ottimale tra aria e combustibile, evento che riportò il propulsore a funzionare regolarmente.

### Scarsa comunicazione tra i piloti e il personale di bordo
I passeggeri sul lato sinistro dell'aereo dichiararono di aver visto una scia di scintille fuoriuscire dal motore 1, ma nessuno disse niente, neanche quando il capitano Hunt riferì loro di aver spento il motore di destra. Molti passeggeri non fecero presente il problema in quanto, a seguito dell'annuncio del comandante, l'odore di bruciato e le vibrazioni erano cessate, quindi molti di loro erano sicuri che la situazione fosse sotto controllo. Dopo questo incidente, venne incoraggiata una maggiore comunicazione tra personale di bordo e piloti in caso di emergenze in volo.
Venne fatta luce inoltre su alcune carenze nel processo di certificazione del motore CFM56. Il motore infatti, essendo semplicemente una versione leggermente riprogettata dei motori installati sul 737-300, non era stato provato in volo, bensì solo al banco. Questo non permise di scoprire una debolezza nella ventola del motore, che in condizioni di volo poteva fratturarsi e portare potenzialmente alla completa avaria del motore. Altri due 737-400 eseguirono atterraggi di emergenza dopo la rottura delle palette della ventola.
Dopo il disastro di Kegworth, la CFM e altre aziende costruttrici di motori furono costrette a certificare i propri motori testandoli sia al banco, sia in volo.

### Spegnimento del motore sbagliato
Il Capitano Hunt riteneva che il motore destro non funzionasse correttamente a causa dell'odore di fumo nella cabina perché nelle precedenti varianti del Boeing 737 l'aria di spurgo per l'aria condizionata in cabina veniva prelevata dal motore destro. A partire dalla variante Boeing 737-400, Boeing aveva riprogettato il sistema per utilizzare l'aria di spurgo da entrambi i motori. Diversi membri del personale di cabina e passeggeri notarono che il motore sinistro aveva un flusso di carburante incombusto che si accendeva nello scarico dell'aereo, ma questa informazione non fu trasmessa ai piloti perché il personale di cabina presumeva che fossero consapevoli del malfunzionamento del motore sinistro.
L'odore di fumo è scomparso quando l'acceleratore automatico è stato disinnestato e il motore destro si è spento a causa della riduzione del carburante al motore sinistro danneggiato mentre tornava all'acceleratore manuale. In caso di malfunzionamento, i piloti venivano addestrati a controllare tutti i misuratori e rivedere tutte le decisioni, e il Capitano Hunt procedeva a farlo. Mentre stava effettuando la revisione, tuttavia, fu interrotto da una trasmissione dall'aeroporto di East Midlands che lo informava che poteva scendere ulteriormente a 12.000 piedi (3.700 m) in preparazione all'atterraggio deviato. Al termine della trasmissione non riprese la revisione e iniziò invece la discesa.
I quadranti sui due misuratori di vibrazione (uno per ciascun motore) erano più piccoli rispetto alle versioni precedenti del 737 in cui i piloti avevano la maggior parte della loro esperienza e l'ago del LED girava attorno all'esterno del quadrante invece che all'interno. I piloti non avevano ricevuto alcun addestramento al simulatore sul nuovo modello, poiché a quel tempo nel Regno Unito non esisteva alcun simulatore per il 737-400. A quel tempo, gli indicatori di vibrazione erano noti per essere inaffidabili (e normalmente ignorati dai piloti), ma all'insaputa dei piloti, questo era uno dei primi velivoli ad avere una lettura delle vibrazioni molto accurata.

### Malfunzionamento del motore
L'analisi del motore dell'incidente ha determinato che le pale della ventola (compressore LP stadio 1) del motore CFM International CFM56 potenziato utilizzato sul 737-400 erano soggette a quantità anomale di vibrazioni durante il funzionamento a impostazioni di potenza elevata sopra i 10.000 piedi (3.000 m). Poiché si trattava di un aggiornamento di un motore esistente, i test in volo non erano obbligatori e il motore era stato testato solo in laboratorio. Dopo questa scoperta, i restanti 99 Boeing 737-400 allora in servizio furono messi a terra e i motori modificati. Dopo l'incidente, è ora obbligatorio testare tutti i motori turbofan di nuova progettazione e significativamente riprogettati in condizioni di volo rappresentative.
Questa vibrazione inosservata ha creato un'eccessiva fatica del metallo nelle pale della ventola e, su G-OBME, ha causato la rottura di una delle pale della ventola. Ciò danneggiò terminali il motore e ne sconvolse anche il delicato equilibrio, provocando una riduzione della potenza e un aumento delle vibrazioni. L'automanetta ha tentato di compensare ciò aumentando il flusso di carburante al motore. Il motore danneggiato non è stato in grado di bruciare tutto il carburante aggiuntivo, gran parte del quale si è infiammato nel flusso di scarico, creando una grande scia di fiamme dietro il motore.

## Conseguenze

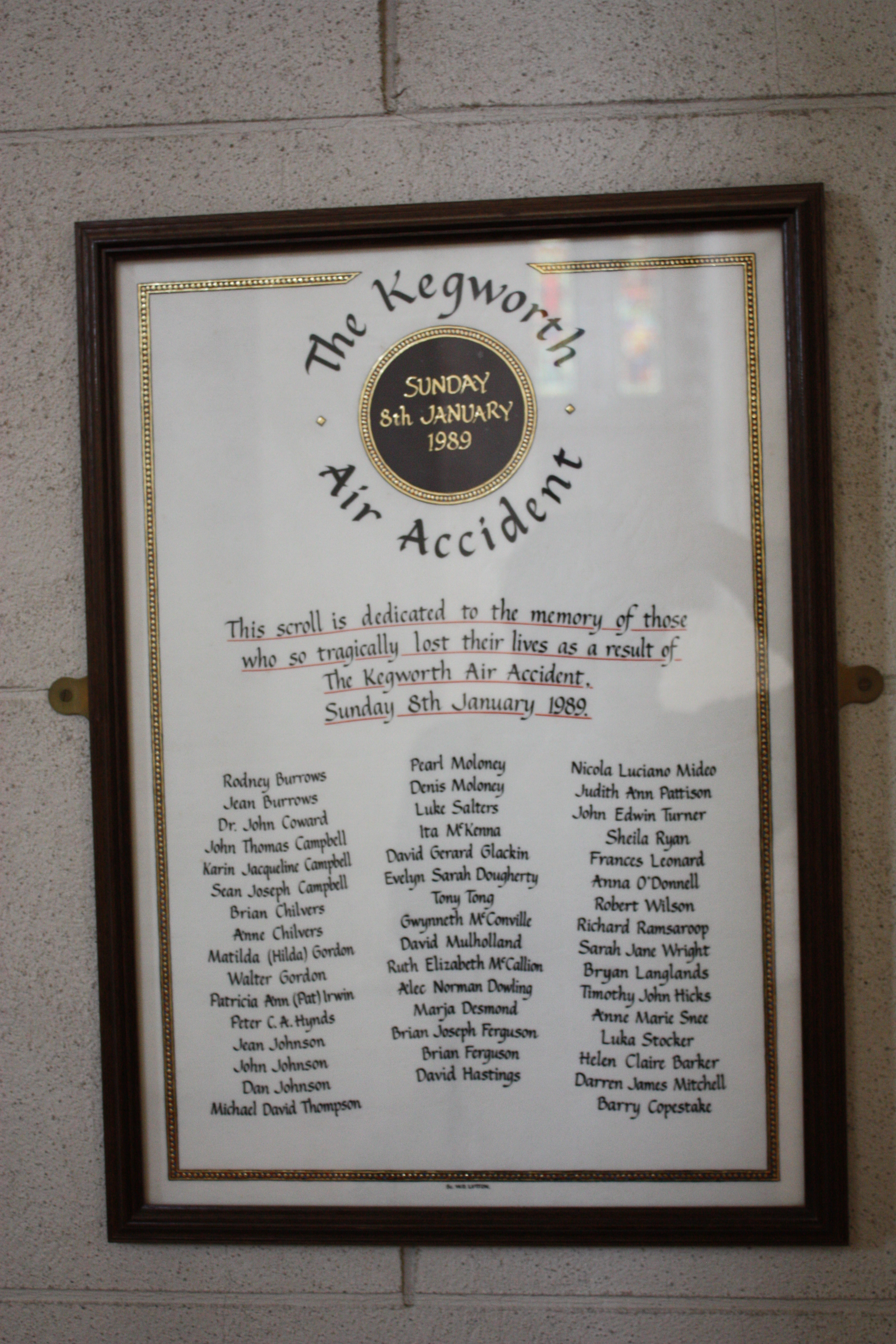
Rotolo commemorativo nella cattedrale di Sant'Anna, Belfast

Il rapporto ufficiale sul disastro conteneva 31 raccomandazioni di sicurezza. La valutazione delle lesioni subite ha portato a notevoli miglioramenti nella sicurezza dell'aereo e nelle istruzioni di emergenza per i passeggeri. Questi sono stati derivati da un programma di ricerca finanziato dalla CAA e portato avanti da team dell'Università di Nottingham e di Hawtal Whiting Structures (una società di consulenza ingegneristica). Lo studio tra personale medico e ingegneri ha utilizzato tecniche analitiche di "cinematica dell'occupante" per valutare l'efficacia della posizione di rinforzo. Nell'ottobre 1993 è stato emesso un nuovo avviso agli operatori per la revisione della posizione di rinforzo.
La ricerca su questo incidente ha portato alla formazione, il 21 novembre 2016, dell'International Board for Research into Aircraft Crash Events, che è una cooperazione congiunta tra esperti del settore con lo scopo di produrre un accordo concordato a livello internazionale e basato sull'evidenza. serie di posizioni di rinforzo contro l'impatto per i passeggeri e (eventualmente) per i membri dell'equipaggio di cabina in una varietà di configurazioni di posti a sedere. Questi saranno presentati all'Organizzazione per l'aviazione civile internazionale attraverso il suo Gruppo per la sicurezza in cabina.

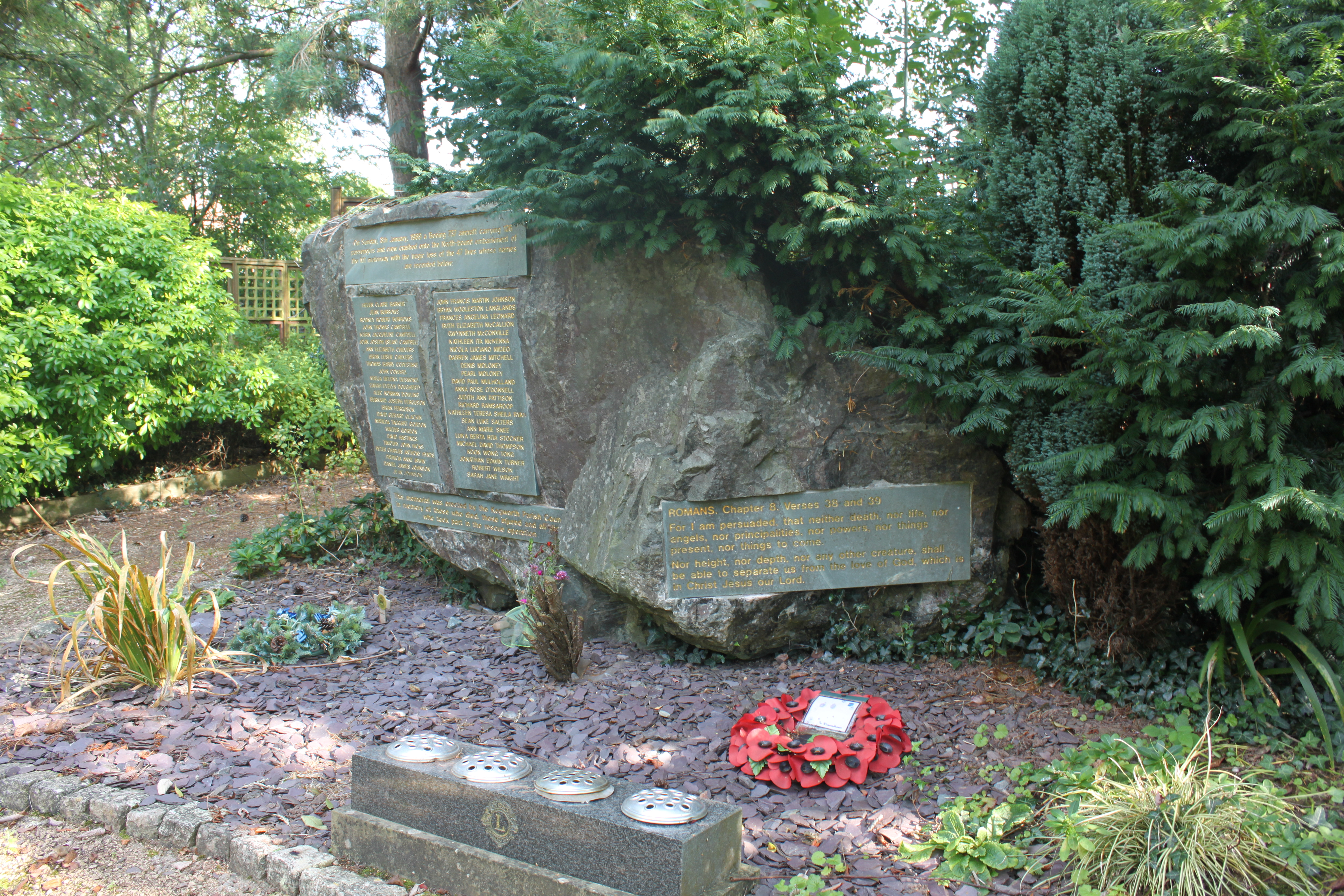
Giardino commemorativo nel cimitero di Kegworth

È stato costruito un memoriale in onore di "coloro che sono morti, di coloro che sono rimasti feriti e di coloro che hanno preso parte all'operazione di salvataggio", nel cimitero del villaggio nella vicina Kegworth, insieme a un giardino realizzato utilizzando il terreno del luogo dell'incidente.
Il capitano Hunt e il primo ufficiale McClelland, entrambi gravemente feriti nell'incidente, furono licenziati in seguito alle critiche alle loro azioni nel rapporto dell'Air Accidents Investigation Branch. Hunt ha riportato lesioni alla colonna vertebrale e alle gambe nell'incidente. Nell'aprile 1991, disse in un documentario della BBC: "Eravamo l'opzione facile, l'opzione economica, se lo desideri. Abbiamo commesso un errore - entrambi abbiamo commesso degli errori - ma la domanda a cui vorremmo rispondere è perché abbiamo commesso quegli errori". BM ha successivamente pagato a McClelland un accordo extragiudiziale per licenziamento ingiusto.
Alan Webb, il capo dei vigili del fuoco dell'aeroporto di East Midlands, è stato nominato MBE nella lista dei New Year Honours del 1990 per il coordinamento della sua squadra negli sforzi di salvataggio seguiti all'incidente. Graham Pearson, un automobilista di passaggio che ha assistito per tre ore i sopravvissuti di Kegworth sul luogo dell'incidente, ha citato in giudizio la compagnia aerea per disturbo da stress post-traumatico e ha ricevuto £ 57.000 di danni nel 1998 (equivalenti a £ 85.200 nel 2019).

## Il volo British Midland 92 nei media
Il volo British Midland 92 è stato analizzato nella puntata Fuoco a bordo della quattordicesima stagione del documentario Indagini ad alta quota trasmesso da National Geographic Channel e nella puntata Un tragico errore della seconda stagione della serie Quei secondi fatali.